# Конрад Шеллонг
Конрад Шеллонг (нім. Conrad Schellong; 7 лютого 1910, Дрезден — 7 лютого 1992, Гамбург) — німецький офіцер, оберштурмбаннфюрер СС. Кавалер Лицарського хреста Залізного хреста.

## Біографія
1 грудня 1932 року вступив в НСДАП (квиток №1 428 412), 28 грудня 1932 року — в СС (посвідчення №135 553) і згодом був зарахований в підрозділи «Мертва голова». З 1935 року служив в охороні концтабору Заксенгаузен. В грудні 1937 року переведений в штандарт СС «Верхня Баварія», розквартирований в концтаборі Дахау, і призначений командиром роти. У вересні 1939 року переведений в 6-й полк СС «Мертва голова», потім — в  бойову групу «Норд», яка згодом увійшла до складу дивізії СС «Вікінг», в 1941 році — командир 9-ї роти 6-го піхотного полку СС. Учасник Німецько-радянської війни. З верни 1942 року — командир 3-го батальйону Добровольчого легіону СС «Нідерланди». З 11 липня 1942 року — командир Добровольчого легіону СС «Фландрія», сформованого з бельгійських націоналістів. З 31 травня по жовтень 1944 року — командир добровольчої штурмової бригади СС «Лангемарк» (з 19 жовтня — 27-ма добровольча гренадерська дивізія СС).
Після війни переїхав у США, жив в Чикаго. В 1962 році отримав американське громадянство. В 1981 році судові органи США почали переслідування Шеллонга, оскільки він при отриманні візи збрехав, що не служив у концтаборах. Судовий процес відбувався з 25 травня по 4 червня 1982 року, а 9 вересня його громадянство було анульоване. Шеллонг подав кілька апеляцій, які були відхилені, і 23 вересня 1988 року був депортований у ФРН.

## Звання
- Анвертер СС (28 грудня 1932)
- Манн СС (27 січня 1933)
- Штурмманн СС (9 листопада 1933)
- Роттенфюрер СС (12 липня 1934)
- Унтершарфюрер СС (24 грудня 1934)
- Шарфюрер СС (30 січня 1935)
- Обершарфюрер СС (1 травня 1935)
- Гауптшарфюрер СС (9 листопада 1935)
- Унтерштурмфюрер СС (20 квітня 1936)
- Оберштурмфюрер СС (20 квітня 1937)
- Гауптштурмфюрер СС (25 серпня 1939)
- Штурмбаннфюрер військ СС (9 листопада 1942)
- Оберштурмбаннфюрер військ СС (22 листопада 1944)

## Нагороди
- Почесний кут старих бійців
- Йольський свічник
- Кільце «Мертва голова»
- Почесна шпага рейхсфюрера СС
- Спортивний знак СА в сріблі
- Німецька імперська відзнака за фізичну підготовку в золоті
- Німецький Олімпійський знак 2-го класу
- Медаль «У пам'ять 13 березня 1938 року»
- Медаль «У пам'ять 1 жовтня 1938» із застібкою «Празький град»
- Хрест Воєнних заслуг 2-го класу з мечами (квітень 1941)
- Залізний хрест
  - 2-го класу (3 липня 1941)
  - 1-го класу (червень 1942)
- Нагрудний знак «За поранення»
  - в чорному (серпень 1941)
  - в золоті
- Штурмовий піхотний знак в бронзі (1942)
- Медаль «За вислугу років у НСДАП» в бронзі (10 років)
- Медаль «За вислугу років у СС» 4-го, 3-го і 2-го класу (12 років)
- Німецький хрест в золоті (29 березня 1944)
- Лицарський хрест Залізного хреста (28 лютого 1945)
- Нагрудний знак ближнього бою в сріблі